# Els Quadrells
Els Quadrells és una entitat de població (13 habitants el 1960) del municipi de La Molsosa, a la comarca catalana del Solsonès.

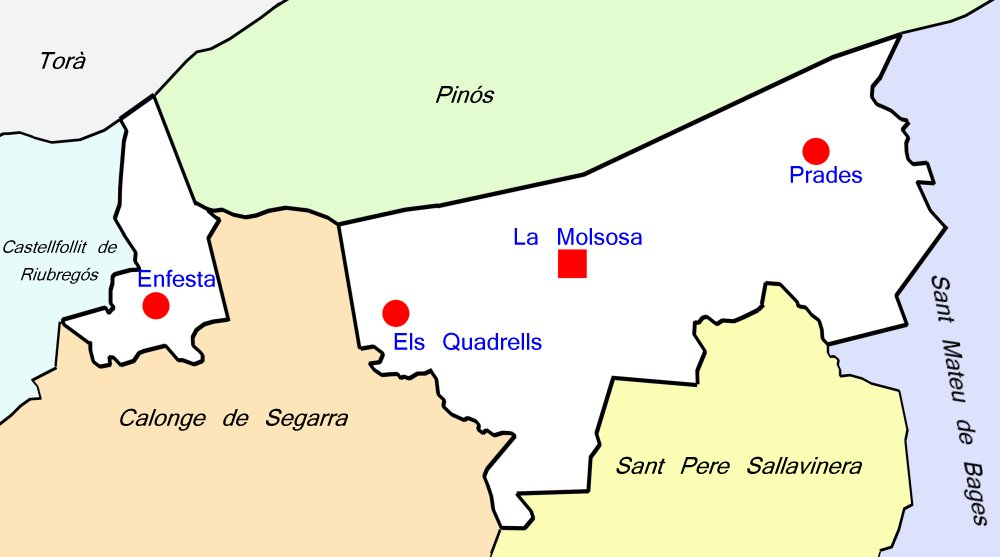
Mapa del municipi amb les seves entitats de població i els municipis limítrofs

Es tracta d'un petit nucli agrupat situat dalt d'un petit turó que es troba entre els 550 i els 561 m. d'altitud a tocar (marge sud) de la carretera que mena de Calaf a La Molsosa de la qual es troba a 2,5 km cap a ponent. Aquest turó es troba entre el torrent dels Quadrells (al nord) i el torrent Sec (al sud)